# Episodi di Xena - Principessa guerriera (seconda stagione)
La seconda stagione della serie televisiva Xena - Principessa guerriera, composta da 22 episodi, è stata trasmessa per la prima volta negli Stati Uniti, in Syndication, dal 30 settembre 1996. Le fonti differiscono in parte sulle date di prima tv originali, infatti, secondo IMDb e Movieplayer.it l'ultimo episodio è stato trasmesso in prima visione il 12 maggio 1997, mentre secondo The TVDB l'ultimo episodio è stato trasmesso il 19 maggio 1997.
Il DVD della stagione è stato pubblicato a partire dal 2 settembre 2003; in Italia, come per le altre stagioni del telefilm, non è stato pubblicato.
In questa stagione ci sono diverse rivelazioni sul passato di Xena, a cominciare dal primo episodio, in cui si scopre che ha un figlio (egli non conosce l'identità della madre) da lei affidato alla comunità dei centauri per proteggerlo dai suoi nemici. Ancora, nel suo passato Xena si è imbattuta in Giulio Cesare, suo amore-odio, che l'ha condotta sulla via della malvagità. Inoltre assistiamo al ritorno di Callisto, che uccide lo sposo di Olimpia ed è a sua volta uccisa da Xena. Si viene inoltre a conoscenza dell'esistenza di due sosia della principessa guerriera: una principessa (Danae) e una prostituta (Melania), entrambe identiche alla protagonista e che portano a situazioni davvero esilaranti.
A partire dalla seconda stagione, iniziano ad essere presenti dei cicli di puntate, nel senso che un tema viene sviluppato su diversi episodi invece che in uno solo, come succedeva per la prima stagione, dove ogni puntata aveva una storia autoconclusiva.
Esempi sono l'uccisione di Callisto da parte di Xena, che si ripercuote anche negli episodi successivi; oppure lo "scambio corporale" tra la stessa Callisto e Xena (episodio 7, Xena Contro Callisto e Marte); quest'ultimo è però stato dovuto al fatto che Lucy Lawless (Xena) aveva avuto un incidente, cadendo da cavallo durante uno show e riportando fratture multiple al bacino. Per rimediare al danno, la produzione decise di far interpretare Xena da Hudson Leick (Callisto) per alcuni episodi (episodi 7 e 8), per poi mandare in onda episodi precedentemente già girati con la Lawless e permettendole quindi di ristabilirsi completamente. A causa dell'incidente, la fine dell'episodio 7 fu rigirata per permettere alla Leick di interpretare Xena nell'episodio successivo.
| nº | Titolo originale                 | Titolo italiano                     | Prima TV USA      | Prima TV Italia  |
| -- | -------------------------------- | ----------------------------------- | ----------------- | ---------------- |
| 1  | Orphan of War                    | Xena e il figlio dei centauri       | 30 settembre 1996 |                  |
| 2  | Remember Nothing                 | Xena e i tre volti del Destino      | 7 ottobre 1996    |                  |
| 3  | The Giant Killer                 | Xena e Davide contro Golia          | 14 ottobre 1996   |                  |
| 4  | Girls Just Wanna Have Fun        | Xena e le baccanti                  | 21 ottobre 1996   |                  |
| 5  | Return of Callisto               | Xena e il ritorno di Callisto       | 28 ottobre 1996   |                  |
| 6  | Warrior...Princess...Tramp       | Xena e l'intrigo a corte            | 4 novembre 1996   |                  |
| 7  | Intimate Stranger                | Xena contro Callisto e Marte        | 11 novembre 1996  |                  |
| 8  | Ten Little Warlords              | Xena e i dieci guerrieri            | 18 novembre 1996  |                  |
| 9  | A Solstice Carol                 | Xena e il solstizio d'inverno       | 9 dicembre 1996   | 25 febbraio 1998 |
| 10 | The Xena Scrolls                 | Xena e le antiche pergamene         | 13 gennaio 1997   | 26 febbraio 1998 |
| 11 | Here She Comes...Miss Amphipolis | Xena e il concorso di bellezza      | 20 gennaio 1997   |                  |
| 12 | Destiny (1)                      | Xena e Giulio Cesare (1)            | 27 gennaio 1997   |                  |
| 13 | The Quest (2)                    | Xena alla ricerca dell'Ambrosia (2) | 3 febbraio 1997   |                  |
| 14 | A Necessary Evil                 | Xena contro Velsinea                | 10 febbraio 1997  |                  |
| 15 | A Day in the Life                | Xena contro il gigante              | 17 febbraio 1997  |                  |
| 16 | For Him The Bell Tolls           | Xena e l'eroico Corilo              | 24 febbraio 1997  |                  |
| 17 | The Execution                    | Xena e l'ingiusta condanna          | 7 aprile 1997     |                  |
| 18 | Blind Faith                      | Xena e il matrimonio di Olimpia     | 14 aprile 1997    |                  |
| 19 | Ulysses                          | Xena e il ritorno di Ulisse         | 21 aprile 1997    |                  |
| 20 | The Price                        | Xena e il ritorno al passato        | 28 aprile 1997    | 14 marzo 1998    |
| 21 | The Lost Mariner                 | Xena e la galea maledetta           | 5 maggio 1997     |                  |
| 22 | A Comedy of Eros                 | Xena e il figlio di Cupido          | 12 maggio 1997    |                  |

## Xena e il figlio dei centauri
- Titolo originale: Orphan Of War
- Diretto da: Charles Siebert
- Scritto da: Steven L. Sears

### Trama
Xena e Olimpia si recano nel villaggio di centauri che un tempo l'armata della principessa guerriera attaccò; qui subiscono un attacco di Deione, che un tempo era il braccio destro di Xena, e riescono a metterlo in fuga. Un gruppo di centauri guidati da Caleipo le raggiunge e guarda la guerriera in maniera ostile; mentre Xena cerca di spiegare loro di essere lì per proteggerli ed evitare che Deione rubi la leggendaria pietra di Issione, una figura incappucciata l'attacca da un albero. La guerriera evita l'assalto, ma è sorpresa di vedere che l'aggressore è Seleuco, il figlio che lasciò ai centauri ancora neonato perché lo crescessero lontano dalla guerra e dai nemici della madre. Questi la odia: l'accusa di essere l'assassina di suo padre, Aristarco, un guerriero secondo lui nobile, che però in passato era stato amante e alleato di Xena, ma si era alleato con i centauri quando questa aveva cercato di rubare la pietra di Issione.
Olimpia dice a Xena di rivelare a Seleuco di essere sua madre, ma lei rifiuta. Senza saperlo, le due sono spiate da Teresio, uno degli uomini di Deione che riesce a leggere le labbra della guerriera; riferisce così al suo capo che Xena ha un figlio. Intanto Xena spiega all'amica perché deve impedire che il suo vecchio alleato si impossessi della pietra: Issione, padre dei centauri, vi racchiuse tutto il male della sua gente quando aveva dovuto scegliere se diventare nobili o malvagi; così chiunque entri in possesso dell'oggetto, si impossesserebbe di tutta quella malvagità. Xena visita la tomba di Aristarco e vi trova Seleuco, che l'accusa ancora della sua morte; Xena cerca di rivelargli chi sia in realtà, ma prima di farlo Seleuco fugge.
Xena nota un fascio di luce e trova così Teresio; interrogatolo, scopre che Deione sa ormai che ha un figlio e sa anche che ormai è troppo tardi per evitarne il rapimento. Si reca così all'accampamento del guerriero e, sconfittolo facilmente, gli ruba la chiave: quando sta per liberare Seleuco, la gabbia in cui è intrappolato fa cedere il terreno sottostante e madre e figlio cadono nella finora inesplorata caverna di Issione. Deione ne trova così l'ubicazione e trova il modo di raggiungerli, mentre Olimpia fa uscire Xena e Seleuco dalle grotte con una corda. Deione vede che l'altare dove dovrebbe trovarsi la pietra è vuoto, ma quando la spada di Seleuco gli sfugge di mano, la pietra di Issione si stacca da essa: quella spada era appartenuta infatti ad Aristarco, che aveva trovato la pietra prima di morire e l'aveva nascosta nel manico della spada.
Deione si trasforma così in un orrendo e crudele centauro e si prepara ad attaccare il villaggio di Caleipo. Intanto, Xena ha fatto costruire un'enorme balestra per sconfiggere il nemico; quando questi arriva, lo confronta e iniziano a lottare. Mentre combattono, Deione rivela a Xena chi è il responsabile della morte di Aristarco: è stato proprio lui. Irata, la principessa guerriera taglia la corda della balestra e scaglia un tronco d'albero appuntito contro il centauro, che muore. Ora Seleuco sa che Xena è innocente, e la vede come amica. Ma lei è triste, perché non vuole dirgli di essere sua madre e deve abbandonarlo di nuovo; l'unica consolazione che ha è vedere il figlio decidere di non diventare un guerriero e gettare la sua spada in un lago.
- Altri interpreti: Mark Ferguson (Deione), Paul Gittins (Caleipo), David Taylor (Seleuco), Stephen Papps (Teresio).

## Xena e i tre volti del destino
- Titolo originale: Remember Nothing
- Diretto da: Anson Williams
- Scritto da: Steven L. Sears, Chris Manheim

### Trama
Xena e Olimpia si trovano al tempio delle Parche, per ricordare l'anniversario della morte di Linceo, fratello della principessa guerriera; mentre sono lì, il tempio viene attaccato da dei briganti mascherati; dopo aver ucciso il loro capo, Carponio, le due li mettono in fuga, ma Xena è costretta a ucciderne uno ed è costernata quando scopre che si tratta solo di un ragazzo. Le Parche le appaiono e le offrono un premio per aver salvato il loro tempio; Xena dice che rinnega il giorno in cui ha versato la prima goccia di sangue, e le Parche promettono che tutto tornerà come allora. Per annullare tutto, dovrà solo versare una goccia di sangue.
Xena si ritrova vestita da contadina, ed è allibita di vedere suo fratello Linceo, ucciso da Codro anni prima; comprende così che quella sarebbe la sua vita se non avesse mai ucciso. Arriva anche il suo fidanzato, Aristarco, che le chiede di scegliere una data per le nozze. Xena sceglie di accettare questa nuova opportunità di rifarsi una vita; scopre però che Cleonide (Xena e la lotta tra centauri e amazzoni) - che ha sterminato quasi tutte le amazzoni e ha venduto le restanti come schiave - e Mesenzio (Xena e l'amore per Marcus) sono in questa vita alleati con il signore della guerra Carponio. Inoltre scopre che la madre è morta dopo l'attacco di Codro contro Anfipoli.
La sua intenzione di non combattere più è messa a dura prova quando vede Olimpia, ora schiava di Mesenzio: infatti, non essendo mai esistita la principessa guerriera, Xena non ha mai liberato l'amica da Draco e questi l'ha venduta come schiava; decide così di liberarla e si nasconde in un carro di merci diretto al castello del signore della guerra. Una volta intrufolatasi, trova Olimpia e faticosamente ottiene la sua fiducia; le due riescono a fuggire e Xena nasconde l'amica in casa sua. Mentre organizza un piano con Linceo per fermare un attacco di Mesenzio, i suoi uomini li sorprendono, guidati da Cleonide e Carponio. Linceo è sbalordito quando Xena non combatte, e vengono tutti fatti prigionieri con l'eccezione di Aristarco: li ha traditi. Fortunatamente questi comprende l'errore commesso e riesce a farli fuggire; Linceo è comunque deciso ad affrontare i tre signori della guerra, ma Xena rifiuta di usare le armi. Quando Olimpia, che in questa vita ha perso tutto il suo animo gentile e buono, uccide Mesenzio senza pietà, Xena capisce che non può cambiare il destino e uccide Carponio. Si ritrova così fuori dal tempio delle Parche, quando sta per uccidere il ragazzo mascherato; questa volta però riesce a non ucciderlo e lo fa fuggire.
- Altri interpreti: Slade Leef (Carponio), Aaron Devitt (Linceo), Stephen Tozer (Mesenzio), Mark Ferguson (Cleonide), Robert Harte (Aristarco).

## Xena e Davide contro Golia
- Titolo originale: The Giant Killer
- Diretto da: Gary Jones
- Scritto da: Terence Winter

### Trama
Xena e Olimpia si recano a trovare Golia, un gigante amico di Xena che una volta l'aveva salvata. Mentre i due amici si rincontrano, vedono un gruppo di Israeliti arrestati per aver cacciato nel territorio dei Filistei, guidati da Dagon. Xena chiede all'amico di aiutarla a liberarli, ma il gigante pensa solo a vendicare la sua famiglia, uccisa dal gigante Gamaliele; per questo ha accettato di lavorare per Dagon, che conosce dove si nasconde quest'ultimo. Quando Olimpia si reca segretamente a trovare i prigionieri, uno di loro, Davide, copre un tunnel che hanno iniziato a scavare per fuggire. La giovane li rassicura: Xena non è più malvagia e li aiuterà a fuggire. Purtroppo un soldato di Dagon scopre il tunnel e condanna a morte Davide e anche Olimpia. Xena riesce a salvarli in tempo rompendo l'ascia del boia col chakram, per poi mettere in salvo gli Israeliti. Il capo del popolo, Saul, è lieto di riabbracciare i figli Davide e Gionatan, e quando Xena sente dire che i Filistei li stanno per attaccare, organizza uno scontro con l'amico Golia, anche se controvoglia. Dagon convince Golia ad accettare: solo se vincerà gli rivelerà il luogo dove si nasconde Gamaliele. Il gigante si presenta con un elmo che gli copre la fronte, suo unico punto debole. Durante lo scontro Dagon ordina ai suoi uomini di attaccare la gente Israelita; Xena si allontana dal gigante e riesce a metterne in salvo una buona parte, ma Gionatan rimane ucciso e Davide è ben deciso a vendicarsi. Il giorno seguente le due armate si confrontano e Davide, armato di una fionda, affronta Golia; gli Israeliti rivolgono degli specchi verso il gigante e questi riflettono la luce del sole: accaldato, Golia è costretto a togliersi l'elmo e Davide gli lancia un sasso sul suo punto debole. Xena è addolorata per la morte dell'amico, e promette in sua memoria di vendicare la sua morte e quella della sua famiglia, andando in cerca di Gamaliele.
- Altri interpreti: Todd Rippon (Golia), Calvin Tuteao (Dagon), Antony Starr (Davide), Dale Corlett (Gionatan), Dennis Hally (re Saul).

## Xena e le baccanti
- Titolo originale: Girls Just Wanna Have Fun
- Diretto da: T.J. Scott
- Scritto da: Adam Armus, Nora Kay Foster

### Trama
Xena e Olimpia salvano il loro amico Corilo (Xena e la vendetta di Callisto) da un branco di lupi che lo hanno inseguito in un bosco sacro a Bacco, dio del vino e dei banchetti; Corilo ha una missione di vitale importanza: aiutare la testa di Orfeo a ricongiungersi al suo corpo; infatti egli è stato maledetto dal malvagio dio, e lui è l'unico in grado, con la sua musica, di far addormentare Bacco e la sua schiera di baccanti. Il trio realizza subito che i rapimenti avvenuti di recente ai danni di fanciulle sono da imputare al dio, che intende renderle sue serve facendo bere loro il suo sangue; così partono per fermare il dio. La testa di Orfeo rivela loro che per fermarlo ha bisogno della sua lira, tenuta nascosta nella casa di Melodio. Quando raggiungono il villaggio in cui vive, trovano però il suo corpo impiccato e vengono a sapere che la lira è stata rubata. Xena lascia Olimpia a proteggere Orfeo e Corilo, mentre lei va alla ricerca degli assalitori; incontra così due baccanti, che hanno rubato la lira a due ladri dopo aver loro succhiato il sangue. Vedendo la principessa guerriera, le due fuggono. Intanto Olimpia lascia Orfeo e Corilo per andare alla festa del villaggio; Corilo la segue e la vede ballare con due donne, in realtà baccanti.
Nel suo covo, Bacco è pronto a trasformare un altro gruppo di fanciulle in baccanti e promette che tra queste ci sarà anche Xena. Quest'ultima intanto arriva al cimitero delle Driadi, creature volanti e uniche in grado di sconfiggere le baccanti. Loro devono solo recuperare un osso dei mostri; quando ci riescono, però, Olimpia compie la sua trasformazione in baccante, dopo essere stata morsa durante la festa al villaggio. Xena non vuole ucciderla, così Olimpia riesce a fuggire verso il nascondiglio di Bacco. Xena, Corilo e Orfeo la seguono e si ritrovano al cospetto del dio, proprio quando Olimpia è in procinto di bere il sangue della divinità. Col chakram, Xena rompe il bicchiere che la giovane teneva in mano; Corilo corre a prendere la lira di Orfeo e inizia a suonarla, tenendo a bada le baccanti, mentre Xena trafigge Bacco con l'osso di Driade. Il dio però non muore: solo una baccante può farlo. Xena dice così a Olimpia di morderla, e, una volta baccante, uccide definitivamente la divinità. Orfeo si riprende il suo corpo, le fanciulle ritornano in loro e Xena e Olimpia ripartono insieme.
- Altri interpreti: Ted Raimi (Corilo), Matthew Chamberlain (Orfeo), Anthony Ray Parker (Bacco).

## Xena e il ritorno di Callisto
- Titolo originale: Return Of Callisto
- Diretto da: T.J. Scott
- Scritto da: R.J. Stewart

### Trama
Callisto (Xena e la vendetta di Callisto) riesce a evadere di prigione grazie alla sua forza e alla sua astuzia; trovato Corilo, gli dice di avvertire Xena: avrebbe dovuto ucciderla quando poteva, e ora il sangue che verserà ricadrà sulle sue mani.
Xena e Olimpia sono accampate per la notte e vengono raggiunte da Perdicca, il promesso sposo di Olimpia; questi annuncia di non voler più pensare alla guerra, e chiede alla giovane di sposarlo. Olimpia non sa cosa rispondere, e Xena chiede al guerriero di seguirle nel cammino. Il giorno dopo, il trio incontra Corilo che li avverte della fuga di Callisto, e il quartetto si dirige nel villaggio che la folle guerriera sta devastando. Salvata una bambina, Xena si ritrova in svantaggio verso Callisto, che decide di non ucciderla ancora: prima vuole farla soffrire. La folle fugge, mentre Olimpia conforta Perdicca (che ha dovuto uccidere ancora) e accetta di sposarlo. Il matrimonio viene celebrato nel tempio del villaggio, e dopo Xena si separa dall'amica insieme a Corilo. Callisto è molto lieta di venirlo a sapere, e parte subito; Xena e Corilo non la trovano nel suo accampamento, così interrogano Teodoro, il suo generale: la donna è andata da Olimpia. Xena riparte subito ed evita alla nemica di uccidere la giovane appena in tempo. Le due guerriere cominciano a lottare ma, quando sta per essere sconfitta, Callisto si dirige verso Perdicca e lo ferisce a morte. Olimpia è sconvolta e stringe il cadavere dello sposo, mentre Callisto scappa ridendo.
Dopo il funerale del suo sposo, Olimpia decide di dedicare tutta la sua vita a vendicarsi; Xena la supplica di non trasformare il suo amore in odio, ma l'amica non cede e insiste per farsi insegnare l'uso della spada. Nel loro accampamento, Xena prega per la prima volta gli dei perché Olimpia non uccida Callisto; l'amica la sente e, più tardi, le dice che ha deciso di tornare a casa per il lutto dello sposo; in realtà si introduce da sola nella roccaforte di Callisto, ma non riesce a ucciderla quando le si trova davanti, nonostante la nemica sia addormentata. Viene così fatta prigioniera, e Xena, non trovandola, capisce quello che ha fatto. Callisto la cattura e la obbliga ad assistere al rogo dell'amica, ma l'intervento di Corilo distrae la guerriera e dà a Xena il tempo per liberare Olimpia. Callisto fugge su un carro e Xena la insegue; la prima rompe una ruota del carro della seconda, che è costretta a saltare su quello della rivale. Le due finiscono entrambe in un terreno di sabbie mobili: Xena con la sua astuzia riesce a liberarsi, ma non salva Callisto e la guarda sprofondare nella terra, nonostante questa l'avesse supplicata di aiutarla.
- Altri interpreti: Hudson Leick (Callisto), Ted Raimi (Corilo), Scott Garrison (Perdicca), David Te Rare (Teodoro).

## Xena e l'intrigo a corte
- Titolo originale: Warrior...Princess...Tramp
- Diretto da: Josh Becker
- Scritto da: R.J. Stewart

### Trama
Re Licaone (Xena e la principessa di Trezene), sentendo che ormai la sua ora è vicina, convoca Xena affinché il passaggio di corona da lui a sua figlia Danae (perfettamente uguale alla principessa guerriera) avvenga pacificamente.
Olimpia, pensando di essere in anticipo rispetto a Xena, è sorpresa quando sente in una taverna Corilo vantarsi della notte appena passata in compagnia della principessa guerriera. Avvertitolo di smetterla di raccontare menzogne, si reca a corte; qui è ancora più allibita quando trova l'amica in compagnia di un uomo di nome Agesilao. Dopo averle raccontato quello che Corilo va dicendo sul suo conto, Xena la fa sbattere in prigione. Rimasta sola con Agesilao, la donna si rivela essere Melania, una prostituta e altra sosia della principessa guerriera, convinta dal malvagio uomo a sostituirsi alla principessa Danae per comandare il regno. Le tre donne - guerriera, principessa e vagabonda - hanno lo stesso aspetto, ma delle personalità completamente differenti. 
Il giorno dopo, Xena si reca alla taverna ed è importunata da un gruppo di uomini, di cui si libera; Alcibiade, uno degli uomini di Agesilao, è lì per impedirle di raggiungere il castello, ma Xena lo sconfigge facilmente. A palazzo, incontra Melania travestita da principessa Danae, che è stata rapita e nascosta su ordine di Agesilao. Incontrato Corilo, lo atterra dopo che questi ha cercato di palparla; i due si nascondono quando Melania e Agesilao si avvicinano parlando del piano. Così vanno alle prigioni e liberano Olimpia, per poi recarsi alla ricerca della principessa. Sulla strada per il palazzo, Alcibiade incontra Xena travestita da Melania travestita da Danae e, fingendo di aver catturato Olimpia, si fa portare nel luogo dove la principessa è tenuta prigioniera. Sconfitti gli uomini di Agesilao, le tre donne tornano a palazzo. Danae e Filemone, il suo sposo, vengono nascosti in una stanza segreta mentre Xena va a salvare il loro pargolo, rapito da Agesilao. Fingendosi Melania, il suo piano funziona finché non arriva Corilo, che rovina tutto. Intanto Melania attacca Olimpia, ma viene sopraffatta; le due vengono interrotte da re Licaone, molto debole; Olimpia chiede a Melania di badare a lui, fingendosi sua figlia, ma in realtà finisce col raccontargli commossa la sua triste infanzia. Alcibiade è fuggito col bambino, inseguito da Xena; il soldato sta per legare la cesta del neonato a un candeliere sospeso sopra delle fiamme; quando Xena fa cadere goffamente la spada, Agesilao capisce che in realtà è Danae, e la obbliga a collaborare. Xena interviene, ma è in realtà Melania, che viene smascherata quando il falso chakram di legno che aveva con sé si spezza. Arrivata la vera Xena, questa mette in salvo il bambino e sconfigge Agesilao e i suoi uomini. Re Licaone decide di graziare Melania e la nomina sua cuciniera personale; Corilo, che ne è innamorato, resta con lei, mentre Xena e Olimpia riprendono il loro viaggio.
- Altri interpreti: Lucy Lawless (Danae; Melania), Norman Forsey (re Licaone), Ted Raimi (Corilo), Chris Bailey (Agesilao), Simon Fa'Amoe (Alcibiade), Iain Rea (Filemone).

## Xena contro Callisto e Marte
- Titolo originale: Intimate Stranger
- Diretto da: Gary Jones
- Scritto da: Steven L. Sears

### Trama
Xena e Olimpia inseguono Teodoro, tenente di Callisto, per assicurare lui e i suoi uomini alla giustizia; ma qualcosa turba la principessa guerriera: sono notti ormai che i suoi sogni vengono ossessionati da Callisto e Marte, che la incolpano della morte della donna. Le due raggiungono Teodoro in un villaggio deserto, e qui salvano Corilo appena in tempo.
Quella notte Xena sogna nuovamente Callisto che la invita a seguirla negli Inferi; qui, con l'aiuto di Marte, le fa confessare la sua colpa e riesce così a scambiare i loro corpi: ora Callisto torna in vita nel corpo della principessa guerriera, mentre Xena rimane intrappolata nell'Oltretomba nel corpo di Callisto. Di nuovo in vita, quest'ultima avverte Olimpia che "Callisto" intende attaccare Anfipoli per uccidere la madre di Xena, Irene; così le due si mettono in viaggio. Il piano della folle guerriera è quello di far uccidere Xena da Olimpia, facendole credere che sia Callisto.
Intanto Xena ottiene da Plutone un giorno per tornare sulla Terra e fermare Callisto; questa, intanto, ha convinto Olimpia a uccidere "Callisto" quando la vedrà, puntando tutto sul senso di colpa che attanaglia Xena dopo averla uccisa. Le insegna quindi a lottare col bastone per uccidere, attaccandogli un pugnale e trasformandolo in una lancia. Lungo il cammino, Callisto, avvertita da Marte, ferisce Argo per far perdere tempo a Xena; il piano funziona: la principessa guerriera è costretta a curare l'animale, ostacolata da Corilo, che è tradito dal suo aspetto. Mentre ciò accade, Callisto giunge nel nascondiglio di Teodoro e lo uccide, prendendo il comando dell'armata e ordinandoli di attaccare Anfipoli e catturarne gli abitanti. Xena e Callisto si trovano faccia a faccia in una foresta; mentre combattono, Olimpia punta la lancia alla testa di Xena, credendola Callisto. La principessa guerriera riesce a ottenerne la fiducia, ma Callisto fugge col chakram. Xena, Olimpia e Corilo la inseguono nel suo nascondiglio, dove Callisto progetta di bruciare la gente di Anfipoli così come Xena uccise tutta la gente del suo villaggio, Cirra. Xena e la perfida guerriera lottano di nuovo, e quando il tempo a disposizione della principessa guerriera sta per scadere, fa svenire Callisto con una freccia avvelenata. Le due sono nuovamente nell'Oltretomba, e questa volta è Xena a obbligare la nemica ad affrontare tutte le persone innocenti che ha ucciso in passato. Alla fine, la folle guerriera resta bloccata negli Inferi, ma Xena rimane intrappolata nel suo corpo.
- Altri interpreti: Hudson Leick (Callisto), Kevin Tod Smith (Marte), Ted Raimi (Corilo), David Te Rare (Teodoro), Darien Takle (Irene).

## Xena e i dieci guerrieri
- Titolo originale: Ten Little Warlords
- Diretto da: Charles Siebert
- Scritto da: Paul Robert Coyle

### Trama
Xena (ancora nel corpo di Callisto) e Olimpia siedono attorno a un fuoco; la giovane sembra molto più scontrosa del solito. Le due sono interrotte da Corilo, che recapita a Xena un invito indirizzato alla vera Callisto; Xena è sospettosa, perché il mittente è Marte e lui sa bene che Callisto è di nuovo negli Inferi. Così il trio parte per il villaggio vicino, e la guerriera è ancora più sorpresa quando vede due guerrieri, nemici tra loro, trattarsi come se fossero fratelli. Mentre lei fa un giro del villaggio, Olimpia si reca al mercato, ma qui la giovane scatena volontariamente una rissa. Xena è sorpresa: non capisce come i gentili siano diventati violenti. In una taverna, trovano un ubriaco seduto al bancone: è Marte, la cui immortalità è sparita e ora soffre come ogni mortale. Questi spiega a Xena che qualcuno ha rubato la sua spada e, senza più un dio della guerra, le persone pacifiche come Olimpia hanno perso il controllo della rabbia; solo i guerrieri riescono ancora a controllarsi. Marte le promette che se lo aiuterà, le restituirà il suo vecchio corpo. Così i due, lasciati indietro Olimpia e Corilo, si dirigono al punto d'incontro indicato dalla lettera e sulla strada mettono fuori gioco un guerriero, rubandogli poi l'invito per Marte. All'incontro, trovano altri otto guerrieri e tutti salpano su una galea. Giunti a un castello, i dieci guerrieri vengono accolti da Sisifo, colui che ha rubato la spada a Marte dopo essere fuggito dall'Oltretomba. Egli promette la spada di Marte a colui che riuscirà a uccidere il malvagio mostro che vive sotto il castello; consegna dopo dei numeri ai guerrieri che indicano l'ordine in cui affronteranno la bestia: la prima è Xena. Mentre gli altri guerrieri si uccidono tra loro per vincere la spada, Xena scopre che Marte ha cambiato personalità con la perdita dell'immortalità. Intanto, Olimpia e Corilo, che hanno perso il controllo, si intrufolano nel castello tramite un passaggio sotterraneo e si ritrovano faccia a faccia col mostro: è solo una ventola che produce uno spaventoso rumore.
Gli unici due guerrieri rimasti in vita, Tegason e Virgilius, attaccano Xena e Marte, ma questi sopravvivono. Sisifo appare e ordina a "Callisto" di uccidere Marte per vincerne la spada, ma Olimpia e Corilo intervengono e rivelano la verità sul mostro. Xena capisce tutto: costretto a spingere per l'eternità una roccia, Plutone gli aveva promesso che se avesse mandato dieci uomini a farlo al suo posto, sarebbe tornato in vita. Sisifo è costretto così a tornare nell'Oltretomba, mentre Marte ritorna divinità; Olimpia e Corilo tornano in loro, ma Marte scompare senza ridare a Xena il suo corpo.
Al tramonto, sulla spiaggia, Olimpia dice a Xena che la seguirà sempre, in qualunque corpo lei sia, ma quando si gira a guardarla vede che è tornata nel suo corpo: Marte ha mantenuto la parola.
- Altri interpreti: Hudson Leick (Xena), Ted Raimi (Corilo), Kevin Tod Smith (Marte), Charles Siebert (Sisifo), Bruce Hopkins (Tegason), Chris Ryan (Virgilius).

## Xena e il solstizio d'inverno
- Titolo originale: A Solstice Carol
- Diretto da: John T. Kretchmer
- Scritto da: Chris Manheim

### Trama
Xena e Olimpia giungono nel regno di re Senor; Olimpia è eccitata perché è il solstizio d'inverno, quindi le due decidono di dividersi per cercare un regalo da donare all'altra. Quando sono distratte, però, il giovane Linnesio ruba a Xena il chakram e fugge; interessate, le due lo seguono fino all'orfanotrofio dove il giovane vive. Qui fanno la conoscenza di Maia, la responsabile dei fanciulli rimasti orfani, e vedono il chakram in cima ad un albero adornato con dei fiocchi. Improvvisamente le guardie del re irrompono con lo scrivano Senticle: Maia e i bambini devono essere sfrattati perché non hanno pagato le tasse; quando vedono le decorazioni per il solstizio, decidono anche di arrestarli. Xena, ripreso il chakram, lo usa per legare i soldati con i fiocchi e poi interroga lo scrivano; questi riferisce a lui e Olimpia che il re ha deciso di vietare ogni festeggiamento in occasione del solstizio dopo che aveva perduto la sposa nel giorno del solstizio di molti anni prima. Olimpia decide di far capire al re che sbaglia a vietare la festività, e convince Xena ad attuare un piano privo di violenza.
Quella notte la principessa guerriera entra nella stanza del re e gli intima di lasciar perdere l'orfanotrofio; quando Senor chiama le guardie, Xena fugge dalla finestra e finisce in una stanza impolverata decorata per il solstizio. Nella sala vede un dipinto del re con la sposa, la regina Astrea, che indossa un particolare medaglione. Intanto Olimpia compra delle vesti al mercato, ma spende anche tutti i soldi del regalo di Xena per un asino che stava per essere spellato.
Xena, con l'aiuto dell'amica e di Senticle, si intrufola nuovamente nella stanza del re travestita da Cloto, la Parca del passato; con l'inganno porta il re nella stanza visitata precedentemente e qui Olimpia, travestita da Astrea, lo convince di essere un'ombra del passato; il piano rischia di saltare quando l'asino, che teneva Olimpia sollevata per aria tramite una corda, sente un fischio e si allontana, facendo cadere la giovane. Xena rimedia subito dando al re del vino in cui ha sciolto del sonnifero e lo esorta a cambiare vita, e che il fatto che la regina sia morta non deve indurlo ad essere crudele col suo popolo. Il re fa in tempo a rispondere che la moglie non è morta, ma solo fuggita, prima di svenire.
Poco dopo, Xena torna dal re, vestita ora come Lachesi, Parca del presente; convince così il re a travestirsi da comune popolano e a fare un giro con lei per il villaggio. I due vanno all'orfanotrofio, dove i bambini li accolgono con parole di disprezzo per il sovrano, ma incantandolo anche (senza saperlo) con i loro canti del solstizio. Mentre i due condividono la festa con gli orfani, Olimpia è con Senticle nel suo magazzino, dove scopre che l'uomo era un tempo un giocattolaio, ma fu allontanato dalla sua professione con la proibizione della festa del solstizio. Olimpia lo convince a portare tutti i giochi rimasti lì agli orfani per renderli felici, e per non far scoprire l'uomo lo fa travestire con un vestito rosso e una barba finta.
All'orfanotrofio giungono le guardie del re, che non riconoscono il sovrano e tentano di arrestarlo; Xena riesce a bloccare l'ingresso dell'edificio e, con l'aiuto dei bimbi, di Olimpia e di Senticle - entrati tramite il camino con i giochi - organizzano la difesa dell'orfanotrofio, usando i giocattoli che l'uomo ha con sé. Intanto Senor è svenuto, e Xena lo porta al sicuro assieme a Maia; Xena riconosce in lei uno strano comportamento e vede al suo collo un medaglione familiare. Comunque le chiede di portare a termine il piano, mentre lei pensa ai bambini; Maia finge così di essere Atropo, la Parca del futuro, e il re, svegliatosi, comprende di dover cambiare subito se non vuole morire solo. Torna così nel salone dell'orfanotrofio e aiuta Xena e i bambini contro le guardie. Sconfitti i soldati, Maia - ancora incappucciata - si avvicina al re, ma toltasi il mantello viene riconosciuta per chi è in realtà: è la regina Astrea, che si occupa degli orfani da quando ha abbandonato lo sposo. Tornati insieme felici come un tempo, Xena e Olimpia si allontanano dal villaggio col nuovo amico asinello. Ma quando incontrano un uomo e una donna (con un neonato) diretti a occidente, ma senza cavalcatura, Olimpia dona loro il suo asino, anche se dispiaciuta. Xena le dà il suo dono: è una pecorella di legno; la giovane dice però all'amica che lei non ha un regalo, ma la principessa guerriera risponde che è lei stessa il suo regalo. Le due si allontanano in cerca di nuove avventure, mentre dietro di loro l'uomo e la donna si allontanano con il bambino e l'asinello e una stella molto luminosa brilla sopra le loro teste.
- Altri interpreti: Peter Vere Jones (re Senor), Daniel James (Linnesio), Sher Booth (Maia/regina Astrea), Joe Berryman (Senticle).

## Xena e le antiche pergamene
- Titolo originale: The Xena Scrolls
- Diretto da: Charlie Haskell
- Scritto da: Robert Sydney Mellette

### Trama
1940 : Janice Covington è una giovane e determinata archeologa, responsabile di uno scavo in Macedonia, alla ricerca della chiave per aprire una tomba in cui crede essere contenute le pergamene che narrano della vita di Xena, la leggendaria principessa guerriera. Allo scavo giunge una donna, Melinda Peppas, che viene subito circondata da uomini armati; Janice la salva e mette in fuga i soldati con una mitragliatrice; Melinda è venuta a offrire il suo aiuto all'archeologa dopo aver trovato un suo telegramma tra gli appunti del defunto padre, in cui Janice chiedeva all'uomo il suo consulto per tradurre gli antichi simboli della tomba. Le due vengono presto raggiunte da uno scavatore, a cui hanno piantato un pugnale nella schiena. Janice spiega a Melinda che anche John Smythe, un uomo spietato al servizio dei nazisti, è intenzionato a mettere le mani sulla tavoletta che indica il luogo in cui è nascosta la chiave.
L'archeologa è sorpresa quando Melinda corregge una sua traduzione di una pergamena in cui si narra la battaglia tra Xena e Callisto, ma le due sono interrotte da Jacques S'er, un tenente francese. Questi offre il suo aiuto per evitare che le pergamene, che potrebbero contenere antichi segreti mistici, cadano in mani sbagliate. L'arrivo del malvagio Smythe interrompe il loro incontro: lui e i suoi uomini hanno la tavoletta, e chiede a Janice di tradurla; molto astutamente, l'archeologa gli propone un'errata traduzione, ma viene subito corretta goffamente da Melinda, che apre così l'ingresso della tomba. Janice è furiosa, e viene spinta insieme alla donna e a S'er nell'interno dell'edificio: facendo ciò, attivano una trappola che trasforma le scale in uno scivolo, intrappolando il trio nel sottosuolo; senza saperlo, i tre sono intrappolati insieme a Smythe e i suoi uomini.
Ben presto scoprono che la tomba è in realtà quella di Marte, il dio della guerra; mentre la ispezionano, Melinda trova le famose pergamene, e inizia a leggerne il contenuto, raccontando agli altri alcune delle avventure di Xena. Trova anche la metà di uno strano oggetto metallico: il chakram. L'altra metà è stata trovata da Smythe, che si avvicina al trio con una pistola in mano e intima loro di consegnargli pergamene e frammento. Melinda e gli altri fuggono fino a giungere davanti alla tomba di Marte; qui, durante lo scontro che ne segue, i due pezzi di chakram si riuniscono. Marte esce dal suo sarcofago e uccide Smythe e i suoi uomini quando questi cercano di attaccarlo; spiega poi al trio sopravvissuto che solo un discendente di Xena può farlo uscire dalla tomba. Janice crede di essere lei la designata, ma Marte smorza subito il suo entusiasmo: lei è discendente di Olimpia, mentre Melinda discende da Xena. Jacques si rivela essere Jack, venditore di spazzole nel New Jersey nonché discendente di Corilo.
Improvvisamente, lo spirito di Xena invade il corpo di Melinda: la donna si batte con Marte, fino a quando non lo sconfigge e non lo reimprigiona di nuovo nella sua tomba. Ora che il dio è di nuovo caduto nel suo sonno eterno, Xena esce dal corpo della sua discendente.
1996: Ted Kleinman, discendente di Jacques, è nell'ufficio di Robert Tapert, produttore di Hollywood; vedendosi rifiutare diverse idee che aveva in mente, estrae dalla sua valigetta le pergamene scritte da Olimpia sulla vita di Xena, e propone al produttore una serie televisiva sulla principessa guerriera.
- Altri interpreti: Lucy Lawless (Melinda Pappas/Xena), Renée O'Connor (Janice Covington), Mark Ferguson (John Smythe), Ted Raimi (Jacques S'er; Ted Kleinman), Kevin Tod Smith (Marte), Robert Tapert (se stesso).

## Xena e il concorso di bellezza
- Titolo originale: Here She Comes...Miss Amphipolis
- Diretto da: Marina Sargenti
- Scritto da: Chris Manheim

### Trama
Salmoneo chiede l'aiuto di Xena e Olimpia perché lo aiutino a mantenere la pace durante la gara di bellezza che ha organizzato. Infatti qualcuno sembra intenzionato a mandare a monte il trattato di pace stipulato tra il tiranno di Messene, il reggente di Skiros e il re di Parnassus, attaccando le concorrenti alla competizione. Xena decide così di travestirsi da Venere di Anfipoli per trovare il colpevole e proteggere le fanciulle, mentre Olimpia fingerà di essere Aspasia, la protettrice di Xena.
Subito questa deve salvare la vita della Venere di Messene quando rischia di essere uccisa dalla freccia scagliata da una balestra collegata all'arpa che la fanciulla suona; intanto Olimpia fa la conoscenza degli altri protettori. Questi, sentito che una nuova concorrente è stata aggiunta, si recano dall'organizzatore del concorso, l'arconte Criso, e protestano con lui.
Xena si reca in una sauna, dove fa la conoscenza della Venere di Messene, della Venere di Parnassus e dell'antipatica Venere di Skiros; quando queste se ne vanno, Xena scopre di essere stata chiusa nella stanza. Riuscita a uscire dalla finestra, capisce di essere stata intrappolata affinché si presentasse in ritardo alla prima prova obbligatoria del concorso, ma riesce ad arrivare in tempo, indossando una parrucca bionda per non farsi riconoscere come la principessa guerriera. Xena capisce ben presto che la responsabile è la Venere del Peloponneso, e scopre che in realtà è un uomo; questi le spiega di averla rinchiusa perché temeva che Xena avesse scoperto il suo segreto, ma la guerriera gli promette di non rivelarlo a nessuno.
I tre protettori si affrontano e promettono di dichiararsi guerra se dovesse avvenire un altro incidente; uno di questi comincia a sospettare della Venere di Anfipoli. Durante il suo numero, l'affronta: lei è Xena; viene però sorpreso dall'arrivo della Venere del Peloponneso, vestita da principessa guerriera, che dice al protettore che lei non è una principessa, ma una regina. Il suo numero è così accolto dal pubblico con enorme entusiasmo.
Xena giunge all'ultima prova, la prova dei talenti, e riesce a salvare la Venere di Skiros prima che una trave la uccida; la guerriera affronta il responsabile: Criso; questi riesce però a toglierle la parrucca e a rivelare la sua vera identità. Xena lo sconfigge facilmente. Risolto il mistero, il concorso può continuare: la vincitrice è la Venere del Peloponneso. Xena e Olimpia ripartono: la giovane vorrebbe scrivere un racconto su questa avventura, pensando di intitolarlo "Sotto la veste della vincitrice", ma Xena la convince a modificarlo.
- Altri interpreti: Robert Trebor (Salmoneo), Calvin Tuteao (tiranno di Messene), Tim Lee (reggente di Skiros), Stan Wolfgramm (re di Parnassus), Simone Kessell (Venere di Messene), John Sumner (Criso), Jennifer Rucker (Venere del Parnassus), Katherine Kennard (Venere di Skiros), Geoff Gann (Venere del Peloponneso).

## Xena e Giulio Cesare
- Titolo originale: Destiny
- Diretto da: Robert Tapert
- Scritto da: Robert Tapert

### Trama
Xena e Olimpia raggiungono una valle verde e pacifica; quel luogo però è solo sinonimo di morte e distruzione per la principessa guerriera, in quanto anni prima attaccò e distrusse il villaggio che si trovava lì. La guerriera lascia l'amica indietro per visitare più da vicino i resti del villaggio, e subito le tornano alla mente i ricordi dell'assalto, tra cui una fanciulla in lacrime per la perdita della famiglia, fanciulla che diverrà poi la spietata Callisto. Tornata indietro, Xena non riesce a ritrovare Olimpia; vede il suo bastone, e inizia a cercarla. La trova prigioniera di una tribù di barbari assieme ad altre persone. La guerriera libera gli ostaggi e combatte i nemici, ma una bambina rimane indietro per vedere Xena all'opera. Quando il capo dei barbari, Sitacles, aziona una trappola mortale, Xena (colpita da un medaglione che la bambina ha indosso e che le rievoca ricordi del suo passato) mette in salvo la bambina, ma quel gesto le impedisce di proteggersi e viene scagliata da un tronco mobile contro un'arma conficcata in un albero. Olimpia mette fuori gioco il barbaro, nonostante venga ferita alla gamba con un pugnale. L'amica è quasi incosciente, e un rivolo di sangue le scorre sul volto. Con le ultime forze rimastele, dice a Olimpia di portarla sul monte Nestos, e poi sviene. I ricordi riaffiorano alla mente della principessa guerriera.
Dieci anni prima, dopo aver sconfitto Codro ed essere stata cacciata da Anfipoli per aver condotto alla morte i suoi abitanti, Xena è divenuta un brigante che assalta i nemici del suo villaggio per proteggerlo. In una delle sue scorribande, cattura un giovane romano; intenzionata a chiedere un riscatto, è sorpresa quando questi le dice di alzare la cifra. Xena lo interroga: egli è Giulio Cesare. Affascinata dall'uomo, Xena lo conduce sulla sua nave e lo fa legare all'albero maestro. Intanto nel presente Olimpia, con l'aiuto di Argo, sta portando l'amica sul monte Nestos, ma non capisce quale direzione prendere, e l'amica sta solo delirando.
Nuovamente fra i ricordi del passato, sulla nave di Xena un clandestino mette fuori gioco i suoi uomini, tra cui i suoi tenenti (Vicerius e Telos) e le immobilizza la gamba con le dita; Xena la cattura e le fa spiegare da Giulio Cesare, nel dialetto gallico, quello che vuole: imparare a paralizzare i nemici con le mani. La clandestina non ha altra scelta, e Xena si rivela un'allieva molto capace: ben presto impara a utilizzare il tocco paralizzante, che diverrà una sua specialità. Successivamente, la guerriera invita Cesare nella sua cabina: qui gli propone un'alleanza; infatti il giovane sembra molto sicuro del suo destino, cioè governare il mondo, ed è proprio questo che affascina maggiormente Xena (al termine della loro conversazione arrivano infatti a baciarsi appassionatamente). Giunti su una spiaggia, la guerriera libera Cesare, ma i due si promettono di rivedersi ancora.
Nel presente Olimpia è sempre più in difficoltà quando deve superare un passo di montagna innevato, ma riesce a resistere e a continuare il suo viaggio.
Xena, esplorando ancora il suo passato, è di nuovo in mare, quando un suo uomo vede una nave in lontananza: è Cesare. Le due navi si affiancano, ma quando sembra che tra i due stia per scoppiare nuovamente la passione, Cesare ordina ai suoi uomini di catturare tutti gli uomini di Xena e la guerriera stessa; Xena è incredula. Più tardi, sulla stessa spiaggia dove si erano detti addio, Cesare fa crocifiggere l'ex alleata e i suoi uomini; in più, ordina di spezzarle le gambe. Quella notte, una figura incappucciata libera Xena, dopo aver sconfitto le guardie: è la gallica che le ha insegnato il tocco paralizzante. La donna la porta su un valico di montagna fino alla casa del guaritore Nestore, la stessa casa che viene visitata nel presente da un'ormai distrutta Olimpia. Xena, nel presente, supplica l'uomo di non farlo e di lasciarla morire, per poi svenire.
Grazie ad un altro tuffo nel passato della principessa guerriera, ecco che si scopre per quale motivo ella si era tramutata nella donna spietata ed insensibile che la portò a commettere tutte le atrocità dalle quali (all'inizio della prima stagione della serie) ha deciso di redimersi. Nestore riallinea le ossa delle gambe di Xena, per permetterle di camminare nuovamente. Mentre sono in attesa, le guardie di Cesare (il quale ha saputo della fuga di Xena) irrompono nella casa per uccidere la guerriera. Quando una freccia sta per colpirla, Velia (la donna gallica, che ha indosso lo stesso medaglione della bambina incontrata all'inizio dell'episodio) le fa da scudo e per questo muore, donandole un ultimo sorriso. Il volto di Xena si pietrifica, e la rabbia esplode in lei. Usando le gambe e i capelli come armi, mette fuori gioco i soldati.
Nel presente, Nestore avverte Olimpia: il cuore di Xena sta rallentando.
Di nuovo nel passato, Xena cattura uno dei soldati e per la prima volta usa il tocco paralizzante per uccidere. Mentre la Xena del presente muore, quella del passato dice al soldato di avvertire Plutone: una nuova Xena è nata, con un unico scopo per vivere, vale a dire la morte. La Xena attuale si ritrova in una specie di limbo legata ad una croce; qui le appare Velia, che la esorta a continuare a combattere valorosamente, seguendo così il suo destino, e dimenticare il passato. Sentendo i pensieri di Olimpia, Xena si convince: deve trovare un modo per ritornare da lei.
- Altri interpreti: Slade Leef (Sitacles), Karl Urban (Giulio Cesare), Mark Perry (Vicerius), Grant Boucher (Telos), Nathaniel Lees (Nestore), Ebonie Smith (Velia).

## Xena alla ricerca dell'ambrosia
- Titolo originale: The Quest
- Diretto da: Michael Levine
- Scritto da: Chris Manheim, Steven L. Sears, R.J. Stewart

### Trama
Olimpia si risveglia di soprassalto; ormai sono notti che continua a rivedere in sogno la morte di Xena. Più tardi è in una foresta con il sarcofago dell'amica, quando viene attaccata da alcuni briganti decisi a vendere il corpo della principessa guerriera; grazie al tempestivo arrivo di Iolao, la giovane riesce a mettere in fuga i malviventi. Iolao, dopo essere venuto a sapere della sorte di Xena, la conforta; poi riparte per portare la brutta notizia a Hercules. In un tempio, Autolico, il re dei ladri, ruba con un astuto stratagemma il sacro pugnale del dio Febo, quando avverte dentro di sé una forza sconosciuta; nel villaggio, capisce di essere posseduto dallo spirito di Xena quando comincia a comportarsi in un modo decisamente insolito. Specchiandosi in una botte piena d'acqua, non vede il suo riflesso, ma quello della principessa guerriera, che gli spiega il suo piano: impossessarsi dell'ambrosia per ritornare in vita.
Olimpia prosegue il cammino verso Anfipoli, decisa a riportare il corpo di Xena a sua madre Irene; infatti l'amica aveva espresso il desiderio di essere sepolta accanto al fratello Linceo. Mentre è in viaggio, Olimpia viene circondata da cinque amazzoni, che depongono le loro spade sul sarcofago di Xena: una di queste è Anfitea, cara amica della giovane; Olimpia apprende che la regina Melanippe è morta, uccisa in un duello leale da Velsinea, ora regina; comunque è costretta a lasciare alla giovane il trono, in quanto principessa amazzone dopo aver ricevuto il diritto di casta da Temi, sorella della defunta regina. Olimpia accetta di stare per un po' con le amazzoni, per poi riprendere il viaggio. Al villaggio amazzone, Anfitea le parla di Velsinea: è la figlia adottiva di Melanippe, che lasciò il villaggio quando la regina nominò sua erede Temi invece che lei; tornata dopo anni e sfidata la madre adottiva per la corona di regina, la sconfigge e uccide. Anfitea chiede a Olimpia di restare come regina: Velsinea vuole guidare le amazzoni ad un'altra guerra contro i centauri, e così lei e suo figlio Xenan, un centauro, sarebbero costretti a prendere posizione; Olimpia non sa cosa fare, ma viene incoraggiata sulla sua scelta dalla manipolatrice Velsinea: deve solo rinunciare al trono in suo favore. Olimpia si reca poi a visitare il sarcofago di Xena, e decide di dire addio per sempre all'amica: per farlo, farà eseguire al suo corpo il funerale delle amazzoni sulla pira funebre; poi riporterà le sue ceneri a sua madre, e infine tornerà dalle amazzoni, per governare il suo popolo; Anfitea è molto felice di questa sua scelta, ma non Velsinea, che ritiene Olimpia non degna di quel rango. Ma questo non basta alle altre: Olimpia viene incoronata regina delle amazzoni.
Poco prima della cremazione del corpo di Xena, Autolico si intrufola nella capanna dove è custodito il corpo per rubarlo; Olimpia lo scopre e, non credendo alle sue parole, lo fa sbattere in prigione. Grazie all'intervento di Xena, il ladro riesce ad evadere e ad evitare che il corpo della guerriera venga bruciato; convinta da alcune abilità che solo Xena conosce (come lanciare e riafferrare il chakram) Olimpia segue Autolico nella fuga. Velsinea prende il comando: ordina che i fuggiaschi vengano seguiti; quando Anfitea si oppone, Velsinea pone un ultimatum al resto della tribù: che si schierino o dalla sua parte o da quella di Anfitea. In maggioranza, fa sbattere Anfitea in prigione con chi le resta leale. Intanto Autolico e Olimpia si fermano in una radura, e Xena parla tramite il corpo di Autolico; spiega così all'amica il suo piano, e Olimpia è ora pienamente convinta delle parole di Autolico. Dopo aver lasciato il sarcofago della guerriera nel fiume, i due si recano nella grotta dove è custodita l'ambrosia; capendo che il pugnale di Febo è la chiave per raggiungere il cibo degli dei, cercano di arrampicarsi sulle liane per raggiungere l'insenatura dove infilarlo, ma vengono catturati da Velsinea. Di ritorno al villaggio amazzone, Velsinea prende il pugnale e fa sbattere nuovamente Autolico in prigione assieme a Olimpia. Qui escogitano un piano: grazie a un ferretto del corsaletto dell'amazzone Solari, riescono ad evadere di nuovo; quest'ultima va a recuperare il corpo di Xena insieme ad Anfitea, mentre Olimpia e il ladro tornano alla caverna dell'ambrosia, giusto in tempo per vedere Velsinea che afferra il cibo. Impossessatasi del corpo di Olimpia, Xena interviene per fermarla: facendo ondeggiare la liana su cui si tiene l'amazzone, la guerriera fa cadere il cibo degli dei nel fuoco sotto di loro e comincia a lottare contro la nemica, facendola precipitare sugli spuntoni che si trovano alla base delle funi. Usando un pezzo di ambrosia che le è rimasto nel corsaletto, Olimpia corre al corpo di Xena; dopo averle dato il frammento, l'amica torna in vita. Riabbracciata l'amica, Xena ringrazia Autolico per averla aiutata: in fondo è davvero un brav'uomo. Nella caverna dell'ambrosia, una mano raggiunge un pezzo del cibo degli dei risparmiato dal rogo.
- Altri interpreti: Michael Hurst (Iolao), Danielle Cormack (Anfitea), Melinda Clarke (Velsinea), Bruce Campbell (Autolico), Jodie Dorday (Solari).

## Xena contro Velsinea
- Titolo originale: A Necessary Evil
- Diretto da: Mark Beesley
- Scritto da: Paul Robert Coyle

### Trama
Xena e Olimpia sono pronte a ripartire, e la giovane consegna ad Anfitea la sua maschera da regina amazzone: sarà lei a governare il suo popolo in sua assenza. La cerimonia viene interrotta da Velsinea, seriamente ferita ma ancora viva; quando le viene proposto di farsi aiutare, lei rifiuta perché ha già tutto ciò che le serve: l'ambrosia. Estratto il frammento recuperato nella caverna, lo mangia e diviene una dea. Subito comincia a lanciare fulmini contro le amazzoni, e in particolare contro Olimpia, che odia in quanto le ha portato via il trono di regina. Xena e le amazzoni, dopo essere riuscite a mettersi in salvo all'interno di una caverna, progettano un piano per sconfiggere la malvagia amazzone. Mentre Solari e un gruppo di volontarie vanno da Velsinea, Xena e Olimpia discutono su come ucciderla; è necessario l'aiuto di un immortale, ma essendo Hercules troppo distante, l'unica soluzione è liberare Callisto, che dopo lo scontro con Hercules è divenuta immortale in (Hercules e il frutto guaritore). Olimpia non ne vuole sapere, dopo che la folle guerriera ha ucciso il suo sposo, Perdicca, ma alla fine deve accettare. Mentre loro due si recano a liberare Callisto, Solari affronta Velsinea: saputo che ora è una dea, lei e altre sue compagne vogliono servirla; per dimostrarlo le hanno portato Anfitea come sacrificio. In realtà è una trappola: Velsinea avanza per uccidere la regina e finisce in una fossa; vedendo che è tutto inutile, le amazzoni fuggono.
Xena si cala nel labirinto dove è imprigionata Callisto tramite un'apertura, e ben presto la trova; la folle guerriera non vuole starla a sentire, ma quando Xena le dice che le darà l'ambrosia, la rivale accetta di aiutarla. Subito fuori dal labirinto, Callisto dimostra le sue capacità da immortale trafiggendosi con la spada senza sanguinare per niente. Successivamente il gruppetto fa tappa in un villaggio, dove Callisto obbliga Xena a raccontare pubblicamente dell'attacco a Cirra, il villaggio dove la famiglia di Callisto morì. Intanto Velsinea raggiunge il tempio della dea Diana, ed essendo ora una sua pari, si dichiara sua nemica e distrugge la costruzione. Xena, Olimpia e Callisto giungono in una gola circondata da pietre pericolanti; il loro piano è seppellire Velsinea con alcune di esse, per rallentarla. Quando la malvagia arriva, il trio è nascosto dietro delle rocce; Callisto salta fuori e lancia il chakram di Xena come avvertimento, per poi proporre all'amazzone un'alleanza contro Xena e Olimpia: le sta tradendo. La principessa guerriera esce allo scoperto ed esorta Callisto a colpire, così Velsinea l'allontana con un fulmine; anche Olimpia salta fuori da dietro le rocce e le tre iniziano a fare di tutto per far sprecare energie all'amazzone. Attiratala sotto le pietre pericolanti, Xena recupera il chakram e le fa crollare sulla guerriera, seppellendola. Sapendo che si libererà il fretta, il trio si dirige verso un fiume di lava, nella speranza di imprigionare lì Velsinea per sempre. Accampate per la notte, su sua richiesta Callisto spiega a Olimpia (che in quegli istanti l'aveva vista piuttosto turbata) quello che ha provato mentre Xena raccontava dell'attacco a Cirra: niente; pensava alla madre e al padre, che sono morti, ma erano solo pallidi ricordi. Il giorno dopo, Velsinea raggiunge l'accampamento del trio, ora abbandonato; si trasforma poi in un vortice e riparte all'inseguimento.
Xena, Olimpia e Callisto raggiungono un villaggio abbandonato, e si chiedono se sia il caso di usare la giovane poetessa come esca; mentre parlano, una raffica di vento spinge Olimpia a terra e la trascina verso il vortice che è in realtà Velsinea. Callisto la salva e parte verso il fiume di lava, mentre Xena e Olimpia la seguono; qui vengono raggiunte dalla perfida amazzone, che allontana Xena con un cenno di dita e sta per uccidere Olimpia. La giovane finisce su un ponte di corde sotto il quale scorre il fiume di lava, mentre Callisto strappa a Velsinea la sacca che contiene l'ambrosia e la lancia in aria; Olimpia l'afferra e la lancia a sua volta, su esortazione di Xena, a Callisto, che diventa una dea. Le due divinità iniziano a lottare, lanciandosi fulmini con le dita; Xena taglia le corde e salva Olimpia, mentre le due donne precipitano nel fiume di lava, continuando comunque a lottare. Xena e Olimpia si riuniscono, e la giovane si chiede se mentre cadeva Callisto si sia pentita di tutto quello che ha fatto.
- Altri interpreti: Danielle Cormack (Anfitea), Melinda Clarke (Velsinea), Hudson Leick (Callisto), Jodie Dorday (Solari).

## Xena contro il gigante
- Titolo originale: A Day In The Life
- Diretto da: Michael Hurst
- Scritto da: R.J. Stewart

### Trama
Xena e Olimpia vengono attaccate da alcuni uomini mentre stanno dormendo; Xena si sveglia in tempo e usa pentole e padelle per mettere in fuga i briganti. Olimpia è infuriata: la sua amica ha usato l'unica padella buona per friggere per sconfiggere i nemici. Xena interroga il capo degli uomini, Largo: sono stati mandati da Zagreo per impedire che la principessa guerriera lo ostacoli mentre attacca il villaggio Pireto, dove è diretto per compiere una razzia. Le due partono per il villaggio, e sulla strada incontrano Timeo, un uomo il cui villaggio, Lares, è minacciato da un gigante; questi ha chiesto dei soldi per la sua protezione, soldi che la popolazione non può pagare. Due villaggi sono in pericolo, così Xena lascia scegliere alla sorte quale aiutare, sebbene Olimpia abbia stilato una lista con pro e contro. Il trio si dirige così verso Lares con Timeo; quando si fermano a pescare, è chiaro subito come Timeo si sia innamorato della principessa guerriera, nonostante Olimpia abbia cercato inutilmente di convincerlo a evitare. Più tardi, Xena si arrabbia con l'amica dopo che questa ha usato il chakram per preparare il pesce da mangiare. Xena manda Timeo da Zagros con un messaggio: non intende intralciare il suo operato a Pireto se lui non la intralcerà a Lares. Le due, con un falso cartello d'indicazioni, riescono a deviare il percorso del gigante. Lungo il cammino, Olimpia si infuria con l'amica perché ha usato le sue pergamene per pulirsi dopo essere andata in "bagno". Arrivate al villaggio, Xena e Olimpia fanno la conoscenza di Minia, la donna di Timeo, che tratta Xena come una dea; offre loro la sua vasca da bagno per aiutarle a trovare un piano contro il gigante. Timeo torna a Lares e dice a Xena che Zagreo non attaccherà Pireto per cercarla; Xena, che lo aveva previsto, ne è ben lieta. Minia intanto comincia a ingelosirsi della principessa guerriera quando capisce che il suo uomo si è infatuato di lei, nonostante Olimpia la rassicuri sul fatto che Xena non le porterà mai via Timeo. Baratta anche con lei la frusta dell'amica in cambio di una padella per friggere, così Minia inizia ad esercitarsi per imitare le mosse di Xena e riaccendere la passione per lei in Timeo. La principessa guerriera è infuriata quando lo scopre. Andata in cerca di prove, vede un'impronta del gigante, e da questa capisce che non è altri che Gamaliele, il gigante che ucciso la famiglia di Golia (Xena e Davide contro Golia). Quando capisce che sta per arrivare un temporale e che quindi il piano escogitato da Olimpia - usare degli specchi per riflettere la luce del sole, come Xena aveva fatto contro Golia - non funzionerà, ne escogita un altro. Costruisce così un aquilone a cui ha legato la fibbia di una cintura: il suo piano è attirare i fulmini e incenerire così Gamaliele. Mentre Olimpia tenta di convincere Timeo a lasciar perdere Xena, quest'ultima dà alcuni consigli a Minia. Zagreo arriva a Lares e dice a Xena che Gamaliele ha distrutto la sua armata; dimostrando un atteggiamento folle, quando vede Minia vestita di pelle la scambia per una copia di Xena e l'attacca; la donna riesce coraggiosamente a sconfiggerlo, e Timeo, riconquistato dalla sua donna, la segue in casa. Mentre Gamaliele si avvicina, Xena si arrampica su un albero e gli lega l'aquilone alla cintura per poi farsi inseguire; quando il temporale si scatena, Xena gli manda i saluti di Golia, prima che il gigante venga fulminato. Vendicata la morte del suo amico e della sua famiglia, Xena e Olimpia ripartono, dopo essersi chieste scusa a vicenda per aver usato pergamene e frusta per vendicarsi l'una dell'altra.
- Altri interpreti: Murray Keane (Timeo), Alison Wall (Minia), Jim Ngaata (Gamaliele), Willy De Wit (Zagreo), Tony Billy (Largo).

## Xena e l'eroico Corilo
- Titolo originale: For Him The Bell Tolls
- Diretto da: Josh Becker
- Scritto da: Adam Armus, Nora Kay Foster

### Trama
Xena è stata chiamata per un'urgenza, lasciando così indietro Olimpia; presto questa incontra l'amico Corilo, ma riesce a liberarsene mandandolo a controllare il sentiero alle loro spalle. Intanto nel suo tempio, Venere, la dea dell'amore, litiga con il figlio Cupido per una delle relazioni che ha creato: la principessa Ileandra e il principe Serpedonte si sono innamorati, e la loro unione (con rispettiva unione dei regni dei due padri, re Laocoonte e re Biante) causerebbe la distruzione di alcuni suoi templi posti al confine dei due paesi. Quando Cupido non ha alcuna intenzione di annullare l'amore che i due giovani provano, Venere decide di intervenire personalmente; sfidata dal figlio, che l'accusa di far intervenire sempre eroi come Hercules, la dea decide di scegliere un comunissimo uomo. La sua scelta però ricade su Corilo: Venere gli mostra una collana con un campanello appeso e gli dice di portarla alla principessa Ileandra come dono di nozze.
Intanto, Olimpia sente delle grida e accorre in aiuto di cinque fanciulle minacciate da un gruppo di furfanti; tra queste, c'è la principessa Ileandra, che sta per incontrare Serpedonte per fuggire insieme. Venere appare e fa suonare un campanellino: un Corilo completamente diverso da quello che conosce Olimpia entra in scena e mette in fuga i briganti, infatti Venere gli ha fatto un incantesimo che oltre a trasformarlo in un formidabile combattente, fa sì che ogni donna si innamori di lui. La principessa rimane del tutto affascinata dal suo salvatore per via dell'incantesimo. Quando Venere fa tintinnare nuovamente il campanello, Corilo torna quello di sempre e dimentica tutto quello che è successo. Su richiesta di Ileandra, Olimpia e l'amica l'accompagnano all'incontro con l'amato Serpedonte, dove i due progettano di sposarsi immediatamente. Mentre il principe va a cercare un sacerdote, Venere fa suonare nuovamente il campanello e Ileandra perde completamente la testa per l'eroe Corilo; quando Serpedonte torna, lo sfida a duello per il cuore dell'amata. Quando prende dalla principessa il campanello che Corilo le aveva portato, il tintinnio fa tornare il giovane normale; ma dura poco, perché Serpedonte lo lancia proprio a lui e Corilo torna ad essere coraggioso ed eroico, sconfiggendo il principe, che fugge con la collana. Olimpia comincia a insospettirsi, pensando che Corilo sia vittima di qualche incantesimo.
Intanto una delle fanciulle che erano con Ileandra, Aria, racconta ai re Laocoonte e Biante di aver visto la principessa con un altro uomo, e i due sospendono immediatamente i preparativi per il matrimonio. Serpedonte torna dal padre e gli riferisce di essere stato sconfitto da Corilo; quando re Laocoonte decide di far giustiziare il giovane, il principe gli chiede di lasciarlo stare, in quanto Ileandra l'ha preferito a lui. Nonostante ciò, il re manda un gruppo di guerrieri in cerca della principessa e di Corilo. Inizialmente il giovane affronta con coraggio la pattuglia di soldati, ma quando sente il tintinnio della briglia del re, si impaurisce e si arrende. Lui e Olimpia vengono condannati a morte nonostante le suppliche della confusa Ileandra.
In prigione, Olimpia capisce dalle parole di Corilo che dietro a tutto ci deve essere Venere, così fugge e l'affronta nel suo tempio; ma la dea non ha alcuna intenzione di sciogliere l'incantesimo fatto a Corilo, così Olimpia è costretta a salvare da sola Corilo. Con una pietra fa suonare una campana, facendo tornare Corilo eroico; egli riesce a liberarsi e affronta Serpedonte e suo padre. La battaglia si sposta fino al tempio di Venere, dove la dea è costretta a vedere i suoi preziosi vasi andare in frantumi. Alla fine, segue la richiesta di Olimpia e libera Corilo dall'incantesimo. Ileandra e Serpedonte possono finalmente sposarsi, e a Corilo non resta altro che farsi confortare da Xena, tornata dagli amici.
- Altri interpreti: Ted Raimi (Corilo), Alexandra Tydings (Venere), Karl Urban (Cupido), Mandie Gillette (Ileandra), Craig Parker (Serpedonte), Craig Walsh-Wrightson (re Laocoonte), Ross Jolly (re Biante), Rachale Davies (Aria).

## Xena e l'ingiusta condanna
- Titolo originale: The Execution
- Diretto da: Garth Maxwell
- Scritto da: Paul Robert Coyle

### Trama
Olimpia riceve la chiamata dell'amico Melicerte (Xena e il guerriero Melicerte), così si reca con Xena nel villaggio dell'uomo. Olimpia è molto fiera del suo amico, che ha anche smesso di bere; quando sente il nome del guerriero, un gruppo di cittadini guidati da Sullus le attacca, ma viene facilmente sconfitto. Le due vanno così nel tribunale del villaggio, dove trovano Melicerte incatenato; irrompono in tempo per sentire la condanna che gli viene inflitta dal giudice Eumeo: la pena di morte, per aver ucciso un uomo a sangue freddo.
Nella sua cella, Melicerte racconta alle amiche come è finito nei guai: l'inverno prima, un uomo di nome Admeto fu trovato morto e della colpa fu accusato proprio lui. Olimpia gli crede ciecamente, mentre Xena, conoscendo la reputazione di Eumeo, crede che sia davvero colpevole. Xena va così a parlare col giudice, che le spiega che fu la testimonianza di Rea, un'anziana donna, a colpevolizzare Melicerte: quella notte, vide Admeto uscire da una stalla e Melicerte fuggire barcollando con una spada insanguinata in mano. Olimpia, più tardi, torna nella prigione con un carro pieno di cibo e vino imbottiti di sonniferi: infatti, aspettandosi la reazione delle guardie, riesce a metterle fuori gioco e a far fuggire Melicerte. Purtroppo viene scoperta e sta per essere linciata, quando Xena interviene; la guerriera ottiene il permesso di partire alla ricerca dell'evaso con Olimpia, e le due partono all'inseguimento di Melicerte. Trovatolo ai confini di una foresta, Olimpia lo avverte di fuggire e si frappone tra l'amico e Xena. La principessa guerriera riesce a superarla con un balzo e attacca il guerriero, ma le loro forze sono quasi pari. Olimpia interviene e chiede a Xena di non riportare l'amico al villaggio, ma Melicerte si arrende. Confessa poi che quella notte era ubriaco, e quindi non ricorda nulla. Olimpia è molto delusa. Il piano di Xena ora è un altro: vuole andare nella caverna dove si nascose Melicerte dopo l'omicidio, per esaminare la spada che ha ucciso Admeto. Qui, riconosciuta l'arma, ha la prova dell'innocenza dell'amico: è stata infatti proprio lei a uccidere Admeto. Racconta ai due che l'inverno scorso aveva salvato un uomo chiamato Elysha dallo stesso Admeto, e nella lotta quest'ultimo era rimasto colpito con la sua stessa spada. A cavallo, poi, il suo corpo era tornato al villaggio e Melicerte aveva solo estratto la spada dal suo corpo. Xena parte così alla ricerca di Elysha e scopre da lui che Eumeo è solo un uomo avido di giustizia, capace di incolpare innocenti a morte pur di avere un capro espiatorio. Xena gli chiede così di tornare con lei al villaggio, ma questi è troppo spaventato e fugge. Intanto Olimpia e Melicerte sono stati catturati e riportati al villaggio, così quando Xena torna alla caverna questa è vuota. Capito cosa deve essere successo, la guerriera parte per liberarli.
In prigione, Olimpia e Melicerte si dicono addio: è l'ora dell'esecuzione. I soldati vengono a prendere il guerriero, e Olimpia, ben decisa a essere l'ultimo viso che l'amico veda, guarda la morte di Melicerte dalla finestra della cella. Eumeo è nelle sue stanze e si fa portare il corpo del guerriero; questi però comincia a parlargli e ad alzarsi dalla bara. Eumeo si rivolge così al boia, che però in questo caso è Xena: durante l'esecuzione, si era nascosta sotto il patibolo, così quando il boia aveva fatto aprire la botola, Melicerte le era caduto sulle spalle, fingendosi morto. Messo fuori gioco il giudice e gettatolo in prigione, Xena e Olimpia dicono addio al loro amico, deciso a riportare la pace nel villaggio, a cominciare dalla distruzione del patibolo.
- Altri interpreti: Tim Thomerson (Melicerte), Tony Blackett (Eumeo), Douglas Kamo (Sullus), Ann Baxter (Rea), Ranald Hendriks (Elysha).

## Xena e il matrimonio di Olimpia
- Titolo originale: Blind Faith
- Diretto da: Josh Becker
- Scritto da: Adam Armus, Nora Kay Foster

### Trama
Xena e Olimpia giungono in un villaggio; mentre la guerriera si reca alla taverna, la giovane poetessa decide di fare compere al mercato. Mentre si guarda attorno, viene aggredita da due uomini; fuggendo dopo averli sconfitti, viene catturata da un terzo uomo. Preoccupata per l'amica, Xena inizia a cercarla, finché non incontra Palemone, un guerriero che dichiara di averla uccisa. I due iniziano a lottare, e nello scontro Xena rimane parzialmente accecata da un liquido contenente linfa di ortica. Quando Palemone non l'attacca, Xena capisce che non ha realmente ucciso Olimpia; così lo cattura e usa il tocco paralizzante per farsi dire dov'è la sua amica: quando Palemone non cede, lo libera dalla pressione e, legandolo ad un'asta di legno, se lo porta dietro. Intanto Olimpia si ritrova in un castello, dove Alcesio, ministro di re Cleto, le spiega che è stata condotta lì per volere del sovrano: questi l'ha infatti scelta come sua sposa. Viene così lasciata alle cure di Euristeo, un uomo della corte che cerca di insegnarle le maniere di una regina. Alcesio viene avvertito da Lagos, uno dei suoi uomini, che Xena sta arrivando. Intanto, la guerriera e Palemone sono nella foresta, e Xena comincia ad avere degli strani problemi agli occhi; i due parlano della reputazione di Xena quando era una spietata guerriera, e Palemone rivela che vuole diventare proprio così. Quando i due vengono attaccati da Lagos e dai suoi uomini, Xena libera Palemone per ottenere il suo aiuto: è ormai diventata completamente cieca. Il guerriero non vuole ucciderla ora, non avrebbe senso ora che non può difendersi. Xena lo incatena nuovamente: ora vedrà lui per lei. Gli spiega anche che la sua cecità è temporanea, ma diventerà permanente se non risciacquerà gli occhi con della segale egizia stemperata in acqua entro il giorno dopo. I due ripartono, diretti alla foresta, ma non vedendo dove va, Xena cade da una sporgenza che si affaccia su un fiume. Palemone l'aiuta dopo essersi fatto promettere che quando riacquisterà la vista potranno sfidarsi. Mentre riprendono il cammino, Palemone continua a mostrare ammirazione per la Xena del passato, perché era invincibile e lui vuole diventare proprio così; ma la principessa guerriera si infuria: quella non è più lei, e lei non vuole più perdere tempo a ricordare la spietata donna che era.
Intanto al castello, Olimpia è stata trasformata da Euristeo in una quasi perfetta regina, e mentre viene presentata alla corte, Alcesio si accerta che il falegname di corte abbia compiuto la sua opera: una tomba su cui è raffigurato il volto della giovane. Olimpia comunque convince Euristeo a mostrarle la stanza di re Cleto. Giunta nella camera del sovrano, è sorpresa di vedere che è in realtà morto; Alcesio la sorprende e le spiega tutto: il re è affogato accidentalmente nel bagno reale; secondo un'antica tradizione, se il re non ha moglie, il suo titolo passa al parente più stretto, ma se è sposato, il nuovo re sarà il suo ministro - e cioè Alcesio stesso - mentre la regina dovrà seguire lo sposo nell'Oltretomba.
Il matrimonio fra Olimpia e il cadavere del re viene celebrato, mentre Xena e Palemone riescono a distrarre le guardie e a superare le mura; subito dopo la cerimonia, Olimpia e il corpo del re vengono sigillati in due sarcofagi separati. Il re viene bruciato, e Olimpia viene posta sul rullo che trasporterà il suo sarcofago nelle fiamme. Entrati nel castello, Euristeo - che è stato legato ad un muro - rivela a Xena dove è stata portata Olimpia; la principessa guerriera, con l'aiuto dell'uomo e di Palemone, sconfigge le guardie di Alcesio e il ministro stesso. Olimpia viene tirata fuori dal sarcofago appena in tempo, e capisce subito che gli occhi di Xena hanno qualcosa che non va; ma ormai è troppo tardi per raggiungere Atene, unico luogo vicino dove trovare della segale egizia. Fortunatamente, Euristeo la coltiva nel suo orto ed è ben felice di darne un po' alla principessa guerriera. Xena torna a vedere, ed è stupita quando Palemone non vuole più sfidarla, perché ora ammira il coraggio che la nuova Xena dimostra.
- Altri interpreti: Jeremy Callaghan (Palemone), Chris Bailey (Alcesio), Sydney Jackson (Euristeo), Graham Lauder (Lagos).

## Xena e il ritorno di Ulisse
- Titolo originale: Ulysses
- Diretto da: Michael Levine
- Scritto da: R.J. Stewart

### Trama
Mentre camminano su una spiaggia, Xena e Olimpia aiutano il coraggioso Ulisse, infatti Olimpia lo conosce di fama, è il re Itaca, a sconfiggere un gruppo di pirati. Sconfitti i nemici, l'uomo spiega loro che i pirati hanno ricevuto da Nettuno, il dio del mare, la promessa di ottenere la sua isola come ricompensa se riusciranno a impedirgli di tornare a casa. Non appena Xena accetta di aiutarlo, il dio esce dalle acque e avverte la guerriera di starne fuori: questa è una lotta tra lui e Ulisse, iniziata dopo che l'eroe aveva accecato suo figlio Polifemo; avverte anche Ulisse che ormai a Itaca nulla lo attende, dato che sua moglie Penelope è morta. I due rifiutano, e Nettuno li avvisa: per raggiungere Itaca, che è un'isola, dovranno attraversare il mare e le insidie che lui porrà contro di loro. Così escogitano un piano per rimpossessarsi della galea di Ulisse, ora in mano ai pirati. Olimpia si traveste con una parrucca e un abito molto provocante; in questo modo riesce a distrarre i pirati e a permettere a Xena e a Ulisse di salire a bordo. Fatta allontanare la nave, stordiscono i briganti e il trio salpa alla volta di Itaca. Ulisse, rimasto ferito per proteggere Olimpia, viene curato da Xena e l'interesse reciproco tra i due è alto, ma cercano entrambi di negare i loro sentimenti. I due parlano del chakram, e Ulisse rivela che anche lui ha un'arma simile: un arco che solo lui è in grado di tendere. Il trio è costretto ad affrontare una tempesta inviata dal dio del mare (fin troppo per Olimpia, che ha scoperto di soffrire il mal di mare) e Xena suggerisce di procedere lungo la costa, evitando così il mare aperto; per farlo, dovranno però attraversare il territorio dell'isola delle sirene, creature che attirano i naviganti con la loro voce melodiosa per farli infrangere sugli scogli che circondano l'isola. Xena lega Ulisse all'albero maestro per non farlo attirare in trappola; ma quando il melodioso canto delle sirene comincia a sedurlo, con un'enorme forza rompe le corde che lo legano. Olimpia e Xena lottano contro di lui per evitare che si getti in mare, e ci riescono solo quando la principessa guerriera inizia a cantare per contrastare la voce delle sirene. Quella notte, Ulisse dice a Xena di essersi innamorato di lei e che vuole che diventi la sua regina quando raggiungeranno Itaca. Xena non riesce ad ammetterlo, ma anche lei è innamorata dell'eroe. Olimpia e Xena parlano: la giovane ha capito tutto, ed esorta l'amica a seguire il suo cuore, senza badare a lei, proprio come Xena le aveva detto di fare quando Perdicca le aveva chiesto di sposarla; Olimpia è comunque risoluta a seguire Xena ovunque vada. Giunto a Itaca, il trio salva un amico di Ulisse, Eumeo, da un gruppo di pirati; questi è sorpreso di vedere l'amico, perché lo credeva morto, e lo informa che Penelope è viva e che i proci la stanno obbligando a scegliere un nuovo re. Ulisse è indifferente, era giovane quando sposò Penelope, è da tanto che non la vede, ormai non la ama più, né tanto meno si sente legato a Itaca, ama Xena e vuole stare con lei, è disposto a rinunciare al suo trono, desidera solo viaggiare con lei e Olimpia. Xena è indecisa, ma intanto escogita così un piano: invia Eumeo a incontrarsi con Penelope per ricordargli dell'arma di Ulisse; quando si reca dai pirati, la regina porta con sé l'arco: chi riuscirà a tenderlo, sarà il nuovo re. Ulisse si traveste da contadino, mentre Xena e Olimpia da serve di corte; i tre si intrufolano a corte attraverso un passaggio sotterraneo. Dopo il fallimento dei pirati, Ulisse si fa avanti per provare a tendere l'arco: ci riesce, ma solo grazie all'aiuto di Xena, nascosta sotto un tavolo. Toltosi il mantello che gli copriva il volto, l'eroe rivela la sua identità e scoppia una battaglia; aiutato dalle due amiche, Ulisse sconfigge i pirati. La vittoria però non è dolce per il re: ancora innamorato di Xena, le offre di abbandonare tutto per lei, ma la donna rifiuta perché non potrebbe mai portarlo via dalla sua sposa Penelope e dal suo regno. È convinta che col tempo Ulisse, stando al fianco della sposa, imparerà ad amarla nuovamente, la guerriera si rimette in viaggio con Olimpia, e anche se Ulisse non è riuscito a tendere l'arco da solo, dato che Xena segretamente lo aveva aiutato, nessuno dovrà mai saperlo.
- Altri interpreti: John D'Aquino (Ulisse), Rachel Blakely (Penelope), Tim Raby (Eumeo).

## Xena e il ritorno al passato
- Titolo originale: The Price
- Diretto da: Oley Sassone
- Scritto da: Steven L. Sears

### Trama
Xena e Olimpia sono sulla riva di un fiume a pescare, quando dalle acque spunta un guerriero ferito: ha un'ascia conficcata nel petto; ormai però è troppo tardi: l'uomo fa in tempo a riferire che la sua armata è stata distrutta dall'Horde, una tribù di selvaggi, per poi morire. Xena capisce subito che sono in grave pericolo; mentre altri corpi galleggiano nel fiume, degli uomini con le facce pitturate cercano di circondarle, ma le due riescono a fuggire. Trovata una canoa, seminano i selvaggi grazie al chakram di Xena, con cui la guerriera buca la loro imbarcazione. Momentaneamente in salvo, Xena racconta a Olimpia come un tempo la sua armata si ritrovò a dover fronteggiare l'Horde e fu completamente distrutta. Poco dopo, le due vedono dei soldati ancora vivi legati a delle croci; Olimpia vorrebbe aiutarli, ma Xena dice che ormai non possono fare più niente. Le due salvano però un uomo morente dalle acque; inseguiti nuovamente dagli uomini dell'Horde, i tre riescono a fuggire grazie all'intervento delle truppe ateniesi guidate da Menticle e Marzio, con cui raggiungono la fortezza dei guerrieri ateniesi, dove il soldato ferito muore. Qui i soldati rimasti non vogliono più ascoltare gli ordini di Marzio, dato che ormai sono tutti condannati; ma questi li minaccia e li manda sugli spalti.
Olimpia sente i feriti dell'Horde, i cui corpi giacciono fuori dalle porte della fortezza, invocare "kaltaka"; uno degli ateniesi, Garel, pensa che sia il loro dio della guerra. Il soldato, così come tutti gli altri, è amareggiato ed è sicuro che la sua ora sia vicina; Xena riesce a rincuorare i guerrieri rivelando il suo nome, ed essi sono ben felici di seguirla dal momento che la sua fama di guerriera è ben nota da quando ha sconfitto Callisto, infatti accettano di farsi guidare da lei contro l'Horde. Xena parla con Menticle e Marzio, e scopre da loro che il loro comandante, Galapolo, era partito in cerca di aiuti, ma quegli aiuti non giungeranno mai: sono gli uomini visti da Xena e Olimpia galleggiare nel fiume; inoltre, anche Galapolo è morto: è l'uomo che le due hanno salvato e portato lì al forte. Mentre Xena fa rinascere in lei la spietata guerriera che era un tempo per distruggere l'Horde, Olimpia, costernata dal cambiamento dell'amica, si occupa dei feriti. La principessa guerriera ordina ai soldati di mettere i corpi dei soldati morti sugli spalti, così da far credere ai nemici che hanno ricevuto i rinforzi; inoltre manda Marzio a chiedere aiuti, e per proteggerlo lancia delle fiasche che contengono un gas fumogeno nel campo di battaglia. L'Horde arriva e i soldati iniziano una dura battaglia; Xena ne cattura uno, mentre gli altri si allontanano, e lo porta al forte per interrogarlo. Quando è ovvio che questi non parla perché non conosce la loro lingua, Olimpia supplica l'amica di non ucciderlo; lei accetta, ma l'avverte: non deve mai più osare mettere in discussione i suoi metodi davanti ai suoi uomini. Olimpia rimane sempre più senza parole.
La giovane capisce il significato di "kaltaka" quando il prigioniero indica la sua bisaccia: non è una divinità, è l'acqua. Decisa a non perdere il proprio spirito come è successo a Xena, esce di nascosto dal forte per dar da bere ai feriti, ateniesi e dell'Horde. Credendo che sia in atto una tregua, i nemici si avvicinano per recuperare i loro feriti e i loro morti. Lo stesso fanno gli ateniesi, e Olimpia è sconvolta quando trova Marzio gravemente ferito. Vedendo il gesto dell'amica, Xena capisce di essersi trasformata in quella che era un tempo; così si fa portare il prigioniero nemico e gli restituisce l'ascia: ha infatti capito che il guerriero non l'attaccherà mai, perché ha capito che lei è il capo. Così capisce che l'unico modo per battere l'Horde è sconfiggere il loro comandante. Xena si scusa con Olimpia per come l'ha trattata, e le manda altri uomini per assisterla mentre cura i feriti.
Più tardi, Xena e il capo dell'Horde si sfidano: la principessa guerriera sconfigge il nemico, e quando torna al forte i guerrieri dell'Horde uccidono il loro ex comandante, per poi ritirarsi. Marzio (ripresosi) e Menticle dicono a Xena e Olimpia che intendono abbandonare quei territori, e le due amiche riprendono il loro viaggio coltivando la speranza con un giorno anche gli uomini dell'Horde troveranno delle persone disposte ad aiutarli come meritano, ma come afferma Xena «sono sicura che non saranno guerrieri».
- Altri interpreti: Paul Glover (Menticle), Charles Mesure (Marzio), Mark Perry (Galapolo), Tamati Rice (Garel), Justin Curry (prigioniero dell'Orda).

## Xena e la galea maledetta
- Titolo originale: Lost Mariner
- Diretto da: Garth Maxwell
- Scritto da: Steven L. Sears

### Trama
Xena e Olimpia sono su una nave che, a causa di una tempesta, si infrange su degli scogli; mentre Xena viene trascinata a riva dalle onde, Olimpia è terrorizzata quando si ritrova sulla galea maledetta del marinaio Cecrope: come dice la leggenda, chiunque vi salga a bordo non potrà mai lasciarla per l'eternità. I suoi timori vengono confermati quando il capitano della nave naufragata si getta in acqua e viene barbaramente ucciso. Xena, scoperto dove si trova la sua amica, decide di salire a bordo del vascello; prima deve sconfiggere i pirati guidati da Beante, che stanno riparando la loro nave sull'isola; questi è intenzionato a catturare la principessa guerriera, dato che la taglia sulla sua testa è molto alta.
Nello stesso momento, Olimpia è occupata col suo mal di mare; quando Atreo, uno dei marinai, cerca di farla guarire con dei metodi disgustosi, il malessere peggiora; la giovane viene "salvata" dal gentile Ifito. Più tardi, Olimpia viene a conoscenza di tutta la storia di Cecrope: quando Nettuno, dio dei mari, e Minerva, dea della guerra e della saggezza, si erano confrontati per diventare dio protettore della città di Atene, la scelta era stata lasciata a Cecrope; quando questi scelse la dea, Nettuno lo punì condannandolo a navigare per mare fino alla morte, a meno che non trovi prima l'amore; per ricompensarlo, però, Minerva gli fece il dono dell'immortalità, sperando che prima o poi lui trovi quell'amore.
Quando Xena fugge dai pirati e riesce a salire sulla galea di Cecrope, Beante, credendo che voglia impossessarsi del leggendario tesoro del marinaio, decide di inseguire la nave. Sulla galea, Xena rimprovera Cecrope per aver perso ogni speranza di poter camminare nuovamente sulla terraferma; così l'uomo le racconta un'altra parte della sua storia: per evitare che la maledizione si spezzasse, Nettuno lo aveva separato dall'amata Dalia creando un gorgo davanti al suo villaggio, impedendogli quindi di riabbracciare l'amata. Xena però lo convince a dirigersi in quella direzione, perché magari proprio il gorgo è la chiave per rompere la maledizione. 
Xena, vedendo Olimpia in difficoltà a causa del mal di mare, le mostra un punto sul polso dove premere: in questo modo il mal di mare le passa; sfortunatamente, però, la giovane abusa di questo rimedio, e alla fine perde la capacità di distinguere i sapori - infatti, da quando lo usa, ha iniziato a mostrare una certa passione per il polpo crudo.
La nave di Beante intanto li ha raggiunti, e quando sta per iniziare la battaglia, il dio Nettuno emerge dalle acque: questi concede a Xena e Olimpia di abbandonare la nave se non cercheranno di liberare Cecrope; quando Xena rifiuta, il dio fa scoppiare un violento temporale. Le casse presenti nella stiva della nave si slacciano dai loro sostegni e, quando una sta per schiacciare Cecrope, uno dei suoi uomini e forse suo unico amico, Ifito, lo salva sacrificandosi, anche se sapeva che, essendo immortale, il marinaio non poteva morire. Quella notte, Nettuno visita Cecrope e gli chiede di gettare la principessa guerriera nel gorgo; se lo farà, lui scioglierà la maledizione. Quando accetta, il dio fa cessare la tempesta e la galea si dirige verso il gorgo. Raggiuntolo, Xena si arrampica sulla guardina per trovare il modo di attraversarlo; da qui, vede la nave di Beante risucchiata dalla corrente e distrutta. Quando anche la galea su cui si trova sta per subire la stessa sorte, Nettuno riappare e ordina a Cecrope di dargli la principessa guerriera; il marinaio, però, rifiuta e si getta nel gorgo. Essendo immortale, sopravvive e lui e la sua ciurma - più Xena e Olimpia - raggiungono la riva: la maledizione è spezzata, non per l'amore che qualcuna ha mostrato per Cecrope, ma per l'amore che lui ha dimostrato quando ha cercato di salvare la vita dei suoi amici.
- Altri interpreti: Tony Todd (Cecrope), Nigel Harbrow (Beante), George Henare (Ifito).

## Xena e il figlio di Cupido
- Titolo originale: A Comedy of Eros
- Diretto da: Charles Siebert
- Scritto da: Chris Manheim

### Trama
Mentre Cupido, il dio dell'amore, è impegnato con la sposa Psiche, loro figlio Bliss ruba un arco e delle frecce del padre.
Xena e Olimpia si trovano in un villaggio per proteggere le vergini di Hestia, minacciate dal signore della guerra Draco (Xena e la giovane Olimpia), deciso a venderle come schiave a Ligasio, un mercante di schiavi; mentre camminano per le strade, parlano del potere dell'amore, ignare che Bliss sta volteggiando sulle loro teste e sta creando delle strane coppie. Corilo raggiunge le due, intenzionato ad aiutarle contro Draco; quando questi arriva, Xena viene colpita da una freccia di Bliss e gli si getta tra le braccia, lasciando senza parole Olimpia e Corilo.
Sebbene stupito, Draco inizia subito una battaglia con la principessa guerriera, ben intenzionata a non ferire l'uomo che ama. Il guerriero, ben deciso a non farsi scappare l'opportunità di vendere le vergini, si allontana. Xena rivela agli stupiti Olimpia e Corilo che vuole aiutare Draco a cambiare per poi unirsi per difendere il bene. I due tornano al tempio per proteggere le guerriere mentre Xena va all'accampamento di Draco; qui chiede al guerriero di unirsi a lei per seguire il bene, ma Draco non ne vuole sapere. Xena se ne va, e Draco dice a uno dei suoi uomini, Crisante, di ordinare a un soldato di fingere di essere lui e farlo allontanare; intanto, quando Xena sarà distratta, loro attaccheranno il tempio.
Draco cattura Olimpia e Corilo, poi entra nel tempio con i suoi uomini; quando trova una vergine, cerca di catturarla, ma lei oppone resistenza: è Xena, che ha messo fuori gioco i soldati e ha travestito le vergini da semplici paesane. Uscita dal tempio, Xena vede i due amici legati insieme ad un palo; lei li slega, proprio quando Olimpia viene colpita da una freccia di Bliss: trovandosi davanti Corilo, la giovane perde completamente la testa per lui. Xena si allontana e sfida Draco a braccio di ferro, mentre Olimpia e Corilo si appartano e inventano una canzone su Corilo il Magnifico. Quando le due amiche si confidano ciò che provano per i due uomini, ognuna pensa che l'altra abbia perso completamente il senno. Mentre le due parlano, Draco fa suonare le campane del tempio e riesce a catturare tutte le vergini; Olimpia e Xena arrivano sul luogo. Quando Draco estrae la spada, Xena è ben decisa a non combattere contro di lui. Olimpia gli dice che l'amica è innamorata di lui, ma mentre Draco si volta verso di lei, viene colpito da una freccia di Bliss e se ne innamora. Olimpia lo respinge e si scatena una battaglia: Xena rinchiude le vergini nel tempio al sicuro, ma Olimpia si accorge che Corilo è rimasto fuori; vedendo che l'amato è stato catturato da Draco, si arrende e viene portata via. All'accampamento del signore della guerra, Olimpia resiste a tutti i suoi corteggiamenti; ma quando Draco capisce che Olimpia è innamorata di Corilo, si prepara per farlo giustiziare. Intuendo le mosse del guerriero, Xena libera l'amico e lo manda a cercare Cupido, dopo aver capito che potrebbe esserci lui dietro a tutto; poi libera Olimpia e tornano al villaggio. Le due tornano al tempio, ma qui Draco minaccia di bruciare il tempio con tutti quelli che vi sono dentro se la guerriera non gli consegnerà le vergini. Quando arriva Ligasio e pretende di avere la principessa amazzone che Draco gli aveva promesso e Olimpia viene portata fuori dal tempio abbigliata come guerriera, Draco capisce che è stata Xena a scrivergli una falsa missiva. Quando Draco rifiuta di consegnargli Olimpia, i due cominciano a battersi. Olimpia mette in salvo le vergini in alcune grotte, ma sono inseguite dagli uomini di Draco. Bliss le raggiunge e colpisce le vergini, che cominciano a inseguire i guerrieri. Intanto la battaglia tra Draco e Licasio si sposta al tempio, con Xena e Olimpia che li seguono. Corilo raggiunge la giovane e i due si abbracciano; improvvisamente arriva Cupido, che rimanda a casa il figlio Bliss e, imbarazzato, chiede scusa a Xena. Per evitare che Giove venga informato del guaio combinato, il dio accetta di riportare tutti alla normalità; Xena però gli chiede di lasciare Draco innamorato di Olimpia, dopo che questi ha promesso di aiutare la gente. Inoltre non può neanche aiutare Corilo, dato che questi è realmente innamorato di Olimpia, e lui non può farci niente. Quella notte, il giovane è tristissimo quando Olimpia ritiene ridicola l'idea di essere innamorata di lui, e non c'è nulla che Xena possa dirgli per farlo stare meglio.
- Altri interpreti: Jay Laga'aia (Draco), Ted Raimi (Corilo), Karl Urban (Cupido), Cameron Russel (Bliss), Barry Te Hira (Crisante), Anthony Ray Parker (Ligasio).